# Stillingia pietatis
Stillingia pietatis är en törelväxtart som beskrevs av Mcvaugh. Stillingia pietatis ingår i släktet Stillingia och familjen törelväxter. Inga underarter finns listade i Catalogue of Life.